# كي. أو. روزنبرغ
كي. أو. روزنبرغ هو سياسي أمريكي، ولد في 19 يناير 1920 في سبوكين في الولايات المتحدة، وتوفي في 1 فبراير 2016 في Addy, Washington ‏ في الولايات المتحدة. انتخب عضو مجلس نواب واشنطن ‏.